# Włodzimierz Gołobów

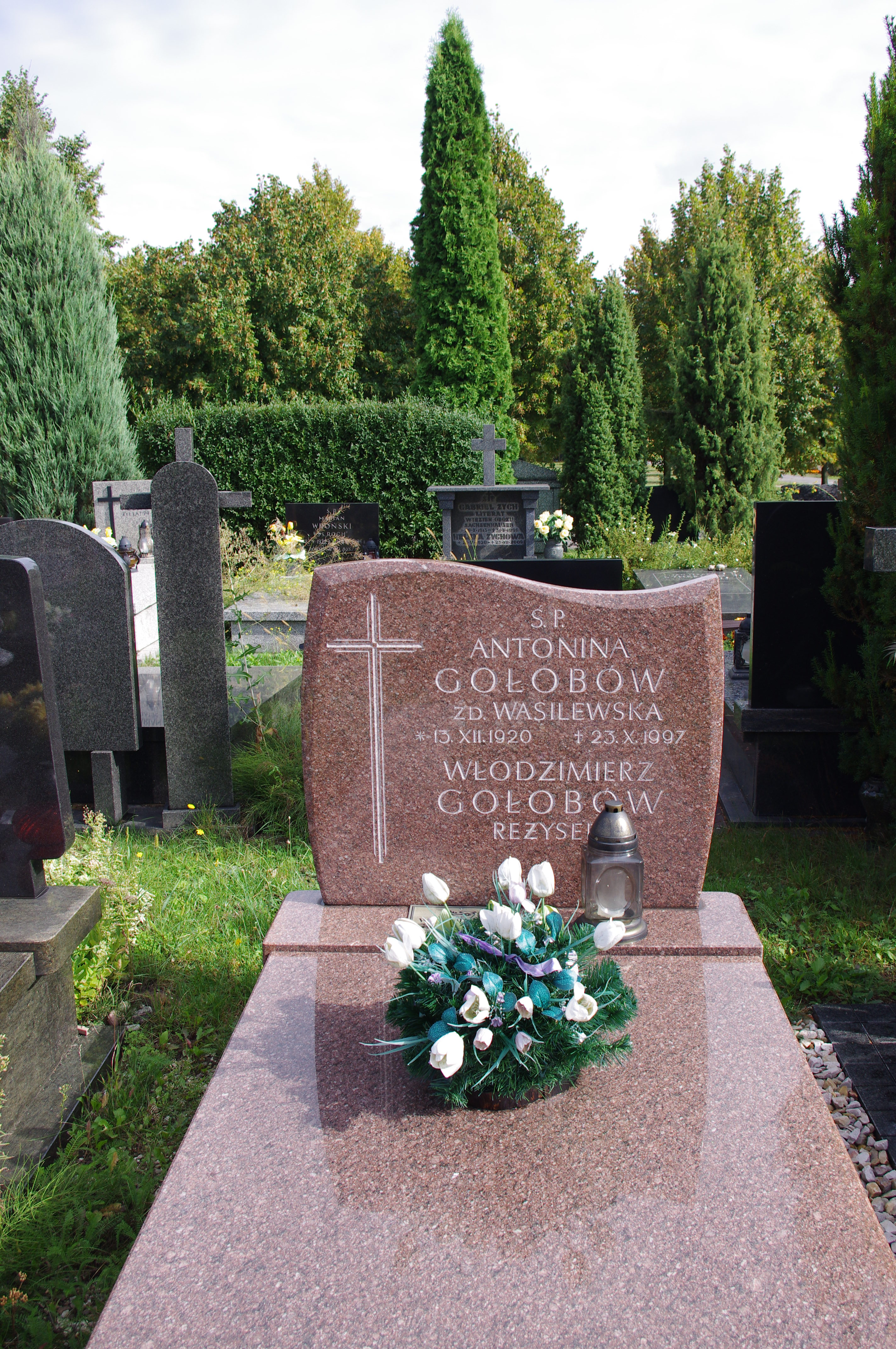
Grób śpiewaka operowego i reżysera Włodzimierza Gołobówa na cmentarzu komunalnym Północnym w Warszawie

Włodzimierz Gołobów (ur. 21 sierpnia 1927 we Lwowie, zm. 3 sierpnia 2008 w Warszawie) – polski śpiewak  (bas), reżyser operowy warszawskiej Opery Objazdowej.
Po odbyciu studiów wokalnych w Konserwatorium Muzycznym w Łodzi, rozpoczął jako solista karierę śpiewaczą na scenie Opery Wrocławskiej, gdzie w 1947 zadebiutował rolą Dziemby w Halce. Długoletni reżyser, zasłużony dla Związku Artystów Scen Polskich. W roku 2001 nagrodzony przez ZASP statuetką „Arion” za całokształt działalności z dziedziny opery.